# 36e régiment d'infanterie (France)
Pour les articles homonymes, voir 36e régiment.

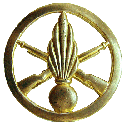
Insigne de béret d'infanterie.

Le 36e régiment d'infanterie (36e RI) est un régiment d'infanterie de l'Armée de terre française créé sous la Révolution à partir du régiment d'Anjou sous l'Ancien Régime.

## Création et différentes dénominations
- 1er janvier 1791 : tous les régiments prennent un nom composé du nom de leur arme avec un numéro d’ordre donné selon leur ancienneté. Le régiment d'Anjou devient le 36e régiment d'infanterie de ligne ci-devant Anjou
- 1793 : amalgamé, il prend le nom de 36e demi-brigade de première formation
- 1796 : Création de la 36e demi-brigade de deuxième formation
- 1803 : constitue le 36e régiment d'infanterie de ligne
- 16 juillet 1815 : comme l'ensemble de l'armée napoléonienne, il est licencié à la Seconde Restauration
- 11 août 1815 : création de la légion de Saône-et-Loire
- 1820 : la légion de Saône-et-Loire est amalgamée et renommée 36e régiment d'infanterie de ligne
- 1887 : renommé 36e régiment d'infanterie
- 1914 : à la mobilisation, il donne naissance au 236e régiment d'infanterie

## Chefs de corps
- 1791 : Louis Gabriel Marie de Contades de Giseux ;
- 1792 : Jean Henri de Wildermouth ;
- 1792 : Augustin Joseph Isambert (*) ;
- 1793 : Jean-Baptiste Philibert Bodin de Saint-Laurent ;
- 1793 : colonel Ferrette
- 1794 : Jean-Jacques René de Glatigny ;
- 1794 : chef-de-brigade Jacques Quétard de La Porte (*) ;
- 1796 : chef-de-brigade Sergent ;
- 1799 : chef-de-brigade Pierre Belon Lapisse (*) ;
- 1799 : chef-de-brigade puis colonel (en 1803) Jean-Francois Graindorge (*) ;
- 1805 : Antoine-Charles Houdard de Lamotte ;
- 1806 : Pierre-André-Hercule Berlier (*) ;
- 1811 : Jean-Francois Antoine Métrot
- 1816 : colonel Rubin de La Grimaudière
- 1818 : vicomte Sébastiani
- 1819 : baron Zaeppfel
- 1821 : colonel Maurice
- 1823 : colonel Paty
- 1832 : colonel Mougin-Forcelle
- 1832 : colonel Prax
- 1841 : colonel Levaillant
- 1849 : colonel Blanchard ;
- 1851 : colonel Cauvin du Bourguet
- 1855 : colonel Gillard
- 1857 : colonel Cornu
- 1857 : colonel Fauvart-Bastoul
- 1860 : colonel Guichard
- 1868 : colonel Krien
- 1870 : colonel Beaudouin
- 1871 : colonel Léopold Davout d'Auerstaedt
- 1871 : colonel Krien
- 1873 : colonel Philebert
- 1873 : colonel Lucas
- 1881 : colonel Zédé
- 1887 : colonel Delasson
- 1890 : colonel de Pellieux
- 1892 : colonel Madeline
- 1897 : colonel Courbebaisse
- 1914 : lieutenant-colonel puis colonel Bernard[Note 1]
- 29 mars 1915 : chef de bataillon Koch (par intérim)
- 1er avril 1915 : lieutenant-colonel Jèze[Note 2]
- 1917 : lieutenant-colonel Ferrard
- 2 septembre 1939 - juin 1940 : lieutenant-colonel Marcel Bléger.

NB : Commandants ci-dessus ayant atteint le grade de général de brigade notés (*)

## Historique des garnisons, combats et batailles du36eRI

### 36erégimentd'infanterie ci-devant Anjou (1791-1793)

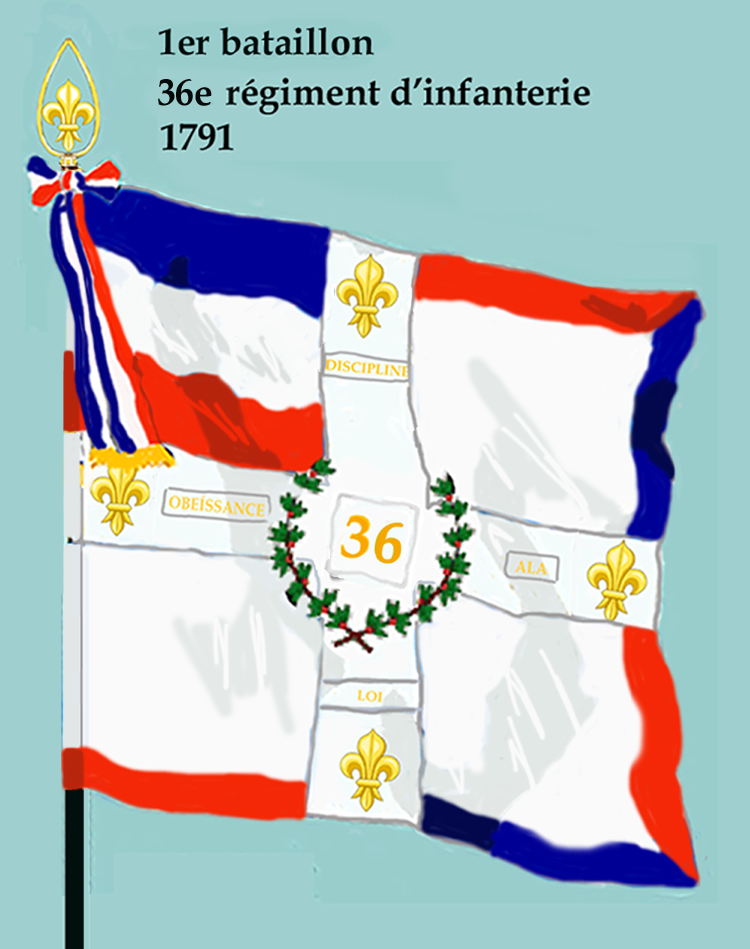
Drapeau du 1er bataillon de ligne de 1791 à 1793.

#### Guerres de la Révolution et de l'Empire
L'ordonnance du 1er janvier 1791 fait disparaître les régiments du nom de provinces, et les corps d'infanterie ne sont désormais plus désignés que par le numéro du rang qu'ils occupaient entre eux. Ainsi, 101 régiments sont renommés. Les régiments sont toutefois largement désignés avec le terme ci-devant, comme « 36e régiment d'infanterie ci-devant Anjou ».
En décembre 1790, il détache son 2e bataillon à Blois et en février 1791, il se rend à Saint-Servan et Saint-Brieuc où il est abandonné par un grand nombre de ses officiers. C'est alors que Bernadotte y entre comme lieutenant.
Au mois d'août 1792, le régiment est envoyé à l'armée du Rhin.
En 1793, le régiment est travaillé par des intrigues, qui force Custine à suspendre le colonel Jean Baptiste Philibert Bodin de Saint-Laurent et à le remplacer par le lieutenant-colonel Ferette. Cette affaire est l'une des causes qui conduisent le général en chef à l'échafaud. À la suite de ce désordre, les deux bataillons sont séparés.
1er bataillon
Le 1er bataillon est maintenu à l'armée du Rhin et il fait partie de la garnison de Cassel, tête de pont de Mayence, et s'illustre dans la défense de la place qu'y fait le général Meusnier et s'illustre à la sortie exécutée dans la nuit du 10 au 11 avril 1793. Placé en tête de la colonne de gauche commandée par Aubert du Bayet, il déloge le poste prussien du moulin de l'Électeur, et fait l'arrière-garde pendant la retraite.
Peu de jours après, le 1er bataillon passe à l'armée du Nord et se fait remarquer, en mai, à la bataille de Saint-Amand, au blocus de Condé, aux combats des 7, 8 et 12 septembre aux environs d'Ypres, et à la bataille de Hondschoote durant laquelle le bataillon enlève une redoute armée de 7 canons et y fait 500 prisonniers. Le bataillon se trouve encore cette année à divers engagements autour d'Orchies, et il fait ensuite partie de l'armée de Pichegru chargée de reconquérir la Belgique.
2e bataillon
Le 2e bataillon, en quittant l'armée de Custine, est dirigé sur l'armée de la Moselle et se trouve le 9 juin 1793 à la bataille d'Arlon.

### 36edemi-brigadede première formation (1794-1796)

#### Guerres de la Révolution et de l'Empire
En 1794, lors du premier amalgame, la 36e demi-brigade de première formation est formée avec les :
- 2e bataillon du 18e régiment d'infanterie (ci-devant Royal-Auvergne)
- 1er bataillon de volontaires du Loiret
- 5e bataillon de volontaires de la Somme
- 5e bataillon de volontaires de Mayenne-et-Loire

En 1794 et 1795 le régiment passe de l'armée du Nord à l'armée de Sambre-et-Meuse puis à l'armée de Rhin-et-Moselle.

### 36edemi-brigadede deuxième formation (1796-1803)

#### Guerres de la Révolution et de l'Empire
La 36e demi-brigade de deuxième formation est formée par l'amalgame des :
- 163e demi-brigade de première formation (1er bataillon du 90e régiment d'infanterie (ci-devant Chartres), 15e bataillon de volontaires des réserves et 23e bataillon de volontaires des réserves)
- 5e bataillon de volontaires du Pas-de-Calais
- 4e bataillon de volontaires du Morbihan
- Compagnie de grenadiers du 1er bataillon de volontaires de la Moselle

En 1796 et 1797, rattachée à l'armée de Sambre-et-Meuse, la demi-brigade participe à la bataille de Neuwied.
En 1799, affecté à l'armée d'Helvétie, elle participe aux batailles d'Einsielden et de Zurich. Le 24 septembre, durant cette dernière bataille, 160 hommes de la demi-brigade, complètement nus et armés seulement de sabres et de lances, traversent la Linth à la nage face au camp autrichien de Schennis, surprend et égorge les sentinelles et les postes ennemis. Il marche ensuite sur les redoutes, s'en empare et encloue les pièces dont elles sont armées. Cet audacieux coup de main, porte la panique dans le camp autrichien et facilite ainsi le passage de la Linth à la division de Soult.

### 36erégimentd'infanterie de ligne (1803-1815)

#### Guerres de la Révolution et de l'Empire
Par décret du  1er vendémiaire an XII (24 septembre 1803), le Premier Consul prescrit une nouvelle réorganisation de l'armée française. Il est essentiel de faire remarquer, pour faire comprendre comment, souvent le même régiment avait en même temps des bataillons en Allemagne, en Espagne et en Portugal, ou dans d'autres pays de l'Europe, que, depuis 1808, quelques régiments comptaient jusqu'à 6 bataillons disséminés, par un ou par deux, dans des garnisons lointaines et dans les diverses armées mises sur pied depuis cette date jusqu'en 1815.

Ainsi, le 36e régiment d'infanterie de ligne est formé à 3 bataillons avec les trois bataillons de la 36e demi-brigade de deuxième formation.
En 1805, pendant campagne d'Allemagne, le régiment est affecté au 4e corps de la Grande Armée et engagé à la bataille d'Ulm puis le 2 décembre à la bataille d'Austerlitz.
En 1806, durant la  campagne de Prusse, il participe, le 14 octobre, à la bataille d'Iéna,
En 1807, lors la  campagne de Pologne, est présent le 8 février à la bataille d'Eylau et à la bataille d'Heilsberg.
En 1808, le régiment se trouve en Espagne dans le cadre de la guerre d'indépendance espagnole et se trouve à la bataille de Burgos.
En 1809, il combat durant la bataille de La Corogne.
En 1810, le régiment affecté à l'armée de Portugal, participe à la troisième invasion du Portugal et il est engagés dans la bataille de Xérès, un combat près d'Astorga, à la bataille de Buçaco, au combat de Coimbra.
En 1811, il assiste, le 3 avril, à la bataille de Sabugal.
En 1812, il combat à la bataille des Arapiles.

Quelques éléments du régiment participent à la campagne de Russie et sont engagés à la bataille de Viazma, à la bataille de Wolkowisk (en), et à la bataille de Borisov.
En 1813, le régiment se trouve à la bataille de Vitoria et aux combats devant Bayonne. 
Cependant des bataillons participent à la campagne d'Allemagne et combattent à Kulm à Peterswalde et Dresde (en).
Le 27 février 1814, il participe à la bataille d'Orthez et quelques éléments au combat de Vic-Bigorre et à la bataille de Toulouse.
Après l'exil de Napoléon Ier à l'île d'Elbe, l'ordonnance royale du 12 mai 1814 qui réorganise les corps de l'armée française, le 36e régiment prend le no 35.
À son retour de l'île d'Elbe, le 1er mars 1815, Napoléon Ier prend, le 20 avril 1815, un décret qui rend aux anciens régiments d'infanterie de ligne les numéros qu'ils avaient perdus.

En 1815, durant les Cent-Jours, il se trouve à l'armée du Rhin et participe à la bataille de La Souffel devant Strasbourg.

### Légion de Saône-et-Loire (1815-1820)
Par ordonnance du 11 août 1815, Louis XVIII crée les légions départementales. La Légion de Saône-et-Loire, qui deviendra le 36e régiment d'infanterie de ligne en 1820, est créée.

### 36erégiment d'infanterie de ligne(1820-1882)

#### 1820 à 1852
En 1820 une ordonnance royale de Louis XVIII réorganise les corps de l'armée française en transformant les légions départementales régiments d'infanterie de ligne. Ainsi, le 36e régiment d'infanterie de ligne est formé avec les 3 bataillons de la légion de Saône-et-Loire.
En 1823, dans le cadre de l'expédition d'Espagne, il participe à la bataille du Trocadéro.
En 1830, une ordonnance du 18 septembre créé le 4e bataillon et porte le régiment, complet, à 3 000 hommes ;
De 1844 à 1848 le régiment se trouve en Algérie et participe au combat contre les Beni-Mezedeck et combat de Borj-el-Karouh.
En 1849, le 36e RI fait partie du corps expéditionnaire de la Méditerranée, chargé de porter secours aux républicains romains insurgés contre les prétentions papales et la domination autrichienne et se trouve au siège de Rome.

Il quitte l'Italie et rentre en France en 1852.

#### Second Empire
Par décret du 2 mai 1859 le 39e régiment d'infanterie fourni une compagnie pour former le 102e régiment d'infanterie de ligne.
Il retourne en Algérie en 1864, participe au combat de Aïn-Malakoff (ceb) et revient en métropole en 1869.
En 1870, durant la guerre franco-allemande, sous le commandement du colonel Krien, secondé par les commandants Prouvost et Laman le régiment fait partie de la 3e division du général Raoult du 1er corps d'armée sous le commandement du maréchal de Mac Mahon de l'armée du Rhin.

Le 6 août 1870, le 36e régiment d'infanterie de ligne est à la bataille de Frœschwiller :
En tête du 36e se tiennent comme une phalange d'élite : le commandant Laman, les capitaines Chevillard, Tortreau, Recamier, de Chauvenet, le lieutenant Tramont, le sous lieutenant Moulinay, le tambour-major Jacquerd, le sergent-major Galay, les sergents Bry et Petit, les soldats Rossignol et Henri.
Au milieu de la dernière lutte non moins acharnée qu'inégale, le drapeau noirci de poudre et criblé de balles, sur lequel tous les soldats ont les yeux fixés, tombe tout à coup et disparaît.
Le sous-lieutenant Beaumelle vient d'être blessé. Dans un geste désespéré, il soulève et tend son aigle au sous-lieutenant Lacombe en lui disant « Sauve-le ! », puis s'affaisse sur le sol ensanglanté.

« Le lendemain de la bataille, un vieux prêtre qui habitait Mortzwiller, près de Reischshoffen ; obtint du prince Hohenzollern de se rendre sur le champ de bataille pour porter secours aux blessés. Il se rendit à Frœschwiller. Dans une grange aux trois quarts détruite, il trouva plusieurs cadavres, et, parmi eux, un blessé respirant encore qui gisait dans un coin, la jambe brisée par une balle. Ce dernier demanda au prêtre de l’emporter dans une de ses voitures et lui raconta que poursuivis par ces Bavarois, plusieurs de ses camarades, à la tête desquels était le porte drapeau du régiment s’étaient réfugiés dans la grange. Ceux qui étaient valides avaient pu s’enfuir dans la nuit, mais avant de partir, dans la crainte d'être arrêté par les Allemands, l’officier avait glissé l’étoffe dans le corps du blessé, se disant que les Bavarois ne pourraient le trouver en fouillant la grange… le prêtre remit les lambeaux à un officier envoyé par le général Raoult qui, grièvement blessé, était soigné à Reichshoffen au château du comte Paul-Louis de Leusse où ils furent cachés jusqu’à ce qu’un officier blessé le ramena en France, en rejoignant sa famille avec. L’aigle seule était tombée aux mains de Bavarois et fut ramené en France en 1946 par le Général Blanc directeur du musée de l’armée. »
— Wörth, le 6 août 1870, Conquête d'un aigle français. 2. Bavarois. Régiment d'infanterie.
Les pertes de la bataille de Frœschwiller s'élèvent à 45 officiers et 960 soldats.

#### 1871 à 1914
À partir de 1876, le 36e régiment d'infanterie est définitivement fixé à Caen. 1er et 2e bataillons prennent leurs quartiers dans la caserne Lefèvre située dans le château de Caen, et le 3e bataillon dans la caserne Hamelin.

Dès 1876-1877, un grand bâtiment est construit sur l'ancien emplacement du donjon pour héberger un bataillon et ses réservistes.

En 1901, un second bâtiment près de la Porte des Champs vient compléter ce dispositif pour une garnison renforcée d'éléments du 129e régiment d'infanterie. Les bâtiments anciens du château sont conservés mais adaptés aux exigences de la garnison. Le château est désormais coupé de la ville. Ses murailles sont en partie cachées par les maisons qui l'entourent. Les Caennais en oublient même jusqu'à son existence. Mais la présence de nombreux soldats, les défilés, les parades, et surtout un service militaire au recrutement local, maintiennent le lien entre la ville et le château.

#### Première Guerre mondiale
Le 36e appartient à la 10e brigade, à la 5e division d'infanterie du 3e corps d'armée.
Il fait partie de la 5e division d'infanterie d'août 1914 à mai 1917, il est incorporé ensuite dans la 121e division d'infanterie jusqu'en novembre 1918.

##### 1914
- Entrée en Belgique ;
- le 22 août : combats à Châtelet et à Bouffioulx ;
- le 24 août : Bataille de Charleroi ;
- le 29 août : Bataille de Guise ;
- du 5 au 12 septembre : Bataille de la Marne ;
- Du 1er octobre au 9 décembre, le régiment creuse des tranchées dans la plaine de Coucy et devant Saint-Thierry puis aux Cavaliers[5].
- septembre - décembre : Aisne, combats sous Brimont et tranchées de Courcy.

##### 1915
- janvier - avril : Aisne, Bois de Beaumarais ;
- mai - septembre : Artois, Neuville-Saint-Vaast en mai et septembre, Souchez en juin ;
- octobre -décembre : secteur de la Somme, Amiens.

##### 1916
- janvier - mars : secteur de la Somme, Dompierre-Fay.

- avril - mai : Bataille de Verdun
  - bois de la Caillette (avril),
  - Fort de Douaumont (mai).

- juin - décembre : secteur de la Woëvre.
  - Mouilly ;
  - Tranchée de Calonne (été) ;
  - Les Eparges (octobre).

##### 1917
- janvier - février : Les Eparges ;
- mars - avril : secteur de Lorraine, Lunéville ;
- avril : Noyon (Oise.

- juin - août : secteur de l'Aisne.
  - Urvillers (juin, le 36e régiment d'infanterie passe à la 121e division d'infanterie) ;
  - Cerny (août) ;
  - Chemin des Dames (décembre).

##### 1918
- janvier - avril : secteur du Chemin des Dames ;
- mai : Flandres, Mont Kemmel.

- juin - juillet : Front de l'Oise.
  - région de Compiègne (juin) ;
  - Ferme des Loges (juillet) ;
  - Lassigny (août).

- octobre : secteur du Chemin des Dames.

#### Entre-deux-guerres
Héros de la guerre de 1914-1918, le 36e régiment d'infanterie est cependant dissous le 1er janvier 1924. Le 129e régiment d'infanterie reste seul au château jusqu'en 1939.

#### Seconde Guerre mondiale
Reformé en septembre 1939 comme régiment de réserve A type Nord-Est par le Centre mobilisateur d'infanterie n° 31 Rouen-Le Havre-Caen-Lisieux. Placé sous le commandement du lieutenant-colonel Marcel Bléger (Caen 1889 - Paris 1981), il appartient avec les 74e RI, 119e RI, 13e GRDI, 43e RAD et 243e RALD, à la 6e division d'infanterie, rattachée à la 3e armée.

##### 1939
En 1939, le 36e régiment d'infanterie est reformé
- Mi-septembre-fin octobre : exercices et manœuvres divisionnaires, Camp de Sissonne (Aisne)
- fin octobre - fin décembre : frontière du Nord à Hirson (Aisne)

##### 1940
- Janvier-mi-mars Lorraine, secteur défensif de la Ligne Maginot, région de Boulay (Moselle)
- Fin mars-mi-juin  période de repos et d'entraînement dans la Woëvre au sud-est de Verdun

Bataille de France
- 17-22 mai 1940 : engagé secteur de Stenay (Meuse)
- 23 mai au 10 juin 1940 : engagé secteur de Sommauthe (Ardennes)
- 10 au 20 juin : retraite jusqu'au sud de Toul (Meurthe-et-Moselle)

Le 36e régiment est capturé les 21-22 juin 1940 et n'est pas reformé après l'armistice.

#### De1945à nos jours
Sous le nom de 36e bataillon d'infanterie, il sera en Algérie de 1960 à 1962.
Au cessez-le-feu du 19 mars 1962 en Algérie, le 36e BI constitue comme 91 autres régiments, les 114 unités de la Force Locale prévues aux accords d'Évian du 18 mars 1962. Le 36e BI forme une unité de la Force locale de l'ordre Algérienne, la 494e UFL-UFO composé de 10 % de militaires métropolitains et de 90 % de militaires musulmans, a Messobket qui pendant la période transitoire devaient être au service de l'exécutif provisoire algérien, jusqu'à l'indépendance de l'Algérie.
Il est régiment de réserve des forces du territoire, implanté à Caen jusqu'à sa dissolution en 1993.

## Drapeau du régiment
Il porte, cousues en lettres d'or dans ses plis, les inscriptions suivantes :
- Hondschoote 1793
- Zurich 1799[Laquelle ?]
- Austerlitz 1805
- Iéna 1806
- La Marne 1914
- Artois 1915
- Verdun 1916
- L'Ailette 1918

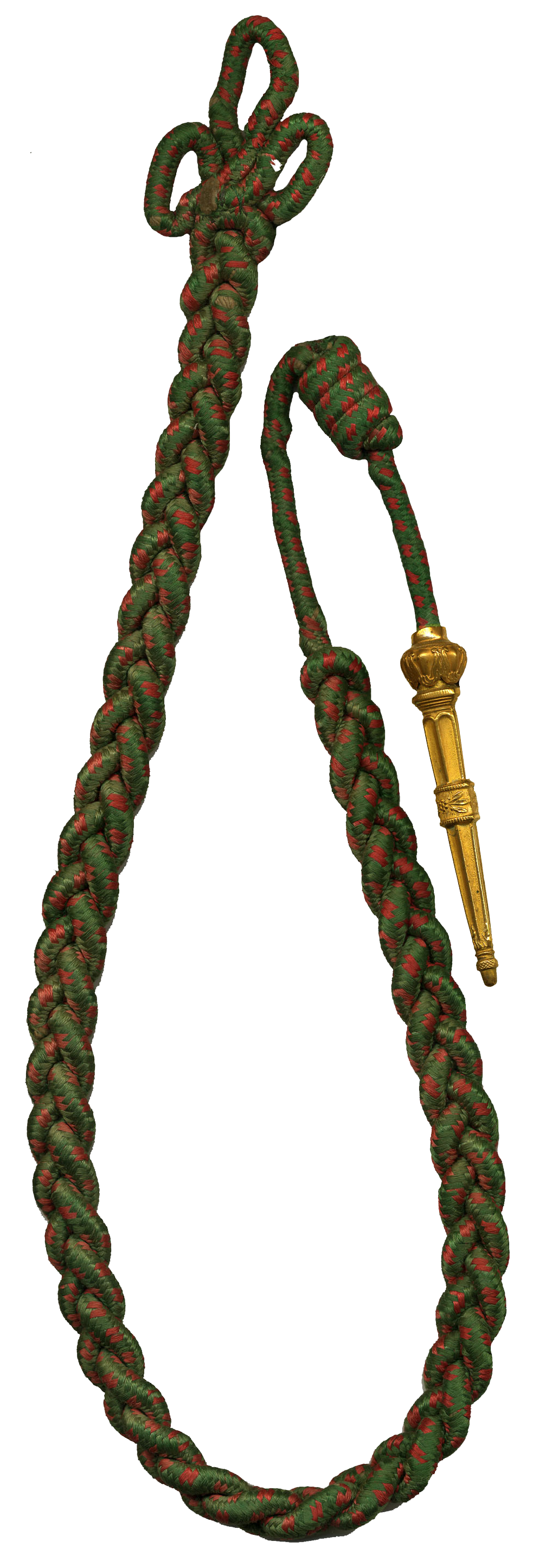
Fourragère aux couleurs de la Croix de guerre 1914-1918.

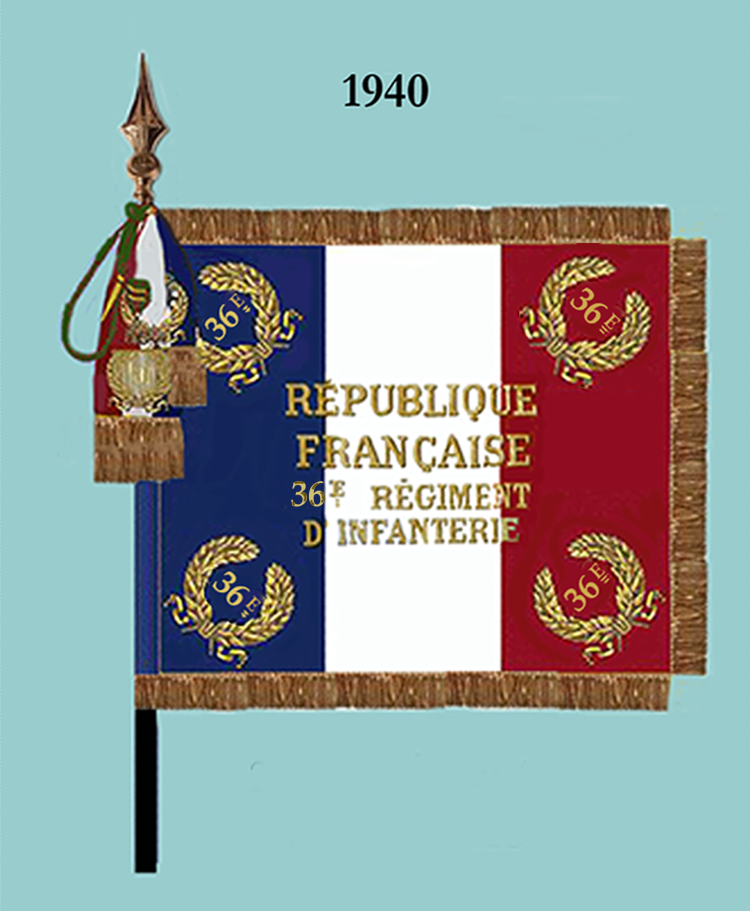
Drapeau du régiment avant 1940
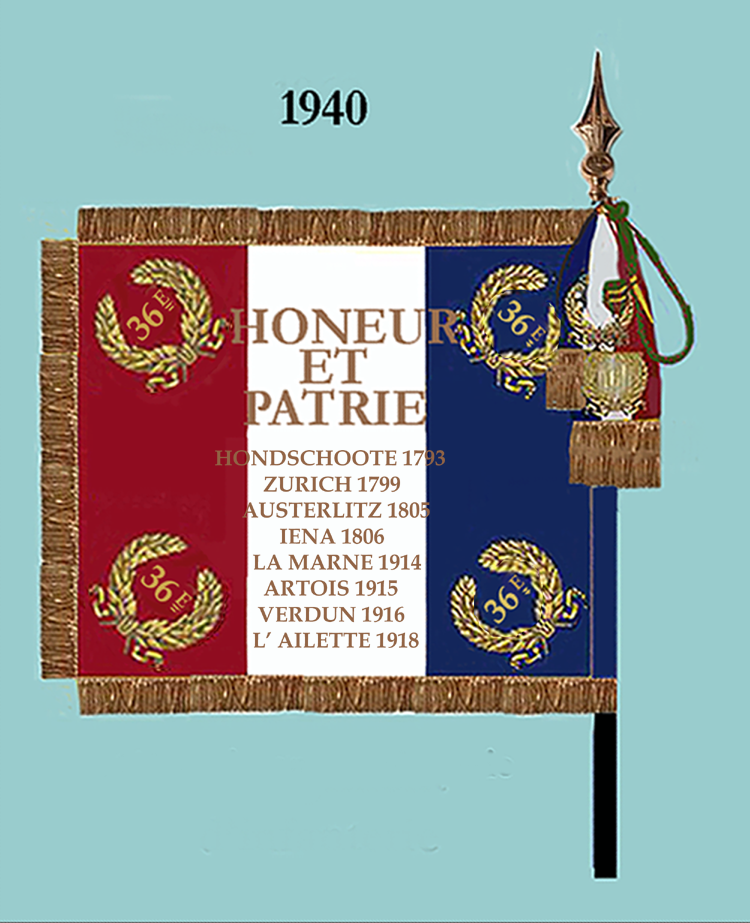
Drapeau du régiment après 1940

## Décorations

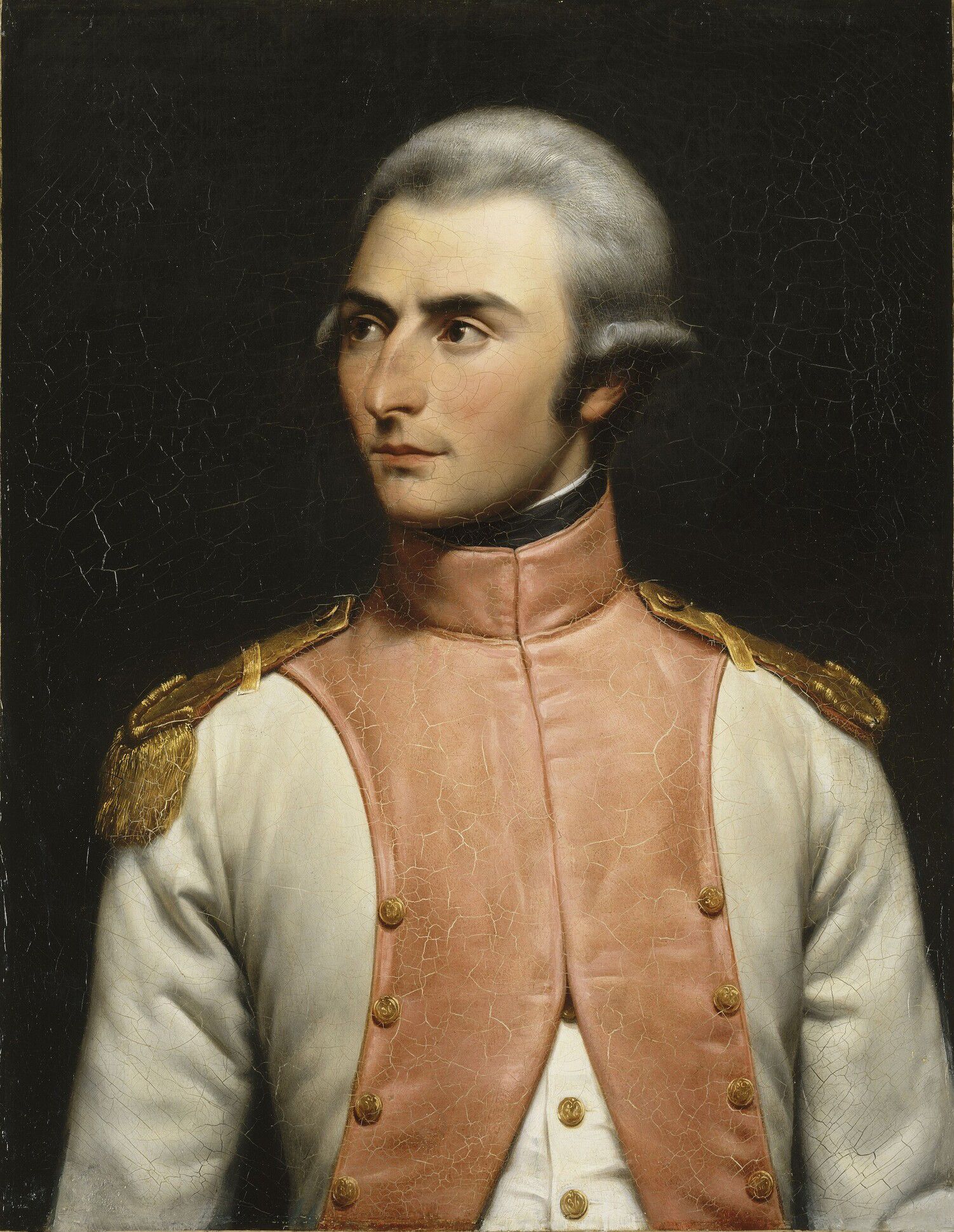
1834 : Jean-Baptiste Bernadotte, lieutenant au en 1792, Louis-Félix Amiel (1802-1864).

La cravate du drapeau du régiment est décorée de la croix de guerre 1914-1918 avec trois palmes citations à l'ordre de l'armée plus une citation à l'ordre du corps d'armée.
Le régiment a le droit au port de la fourragère aux couleurs du ruban de la croix de guerre 1914-1918.

## Personnalités ayant servi au36eRI
- Jean-Baptiste Jules Bernadotte (1763-1844), maréchal d'Empire, roi de Suède ;
- Jean Hugo (1894-1984), peintre et écrivain ;
- Pierre Jalabert (1884-1968), poète, auteur de théâtre, romancier et historien ;
- Bienaimé Jourdain (1890-1948), fondateur de l'Union des blessés de la face et de la tête ;
- Marie-Pierre Kœnig (1898-1970), élevé à la distinction de Maréchal de France à titre posthume en 1984, engagé volontaire au 36e RI durant la Première Guerre mondiale ;
- Eugène Casimir Lebreton (1791-1876) [Général de division], en tant que lieutenant-colonel en 1836 ;
- Maurice Louvrier (1878-1954), peintre ;
- René Sturel (1885-1914), sous-lieutenant de la 2e section de la 5e compagnie tué le 22 août 1914 à Châtelet. Son nom est inscrit au Panthéon parmi les 560 écrivains morts au combat pendant la Première Guerre mondiale ;
- Augustin Trébuchon (1878-1918), considéré comme le dernier soldat français mort au combat de la Première Guerre mondiale sur le sol français[9].